# Ясногорка (Донецкая область)
Ясного́рка (укр. Ясногірка) — посёлок в Донецкой области Украины.

## Географическое расположение
Расположен к северо-западу от города Краматорск, на левом берегу реки Казённый Торец при впадении её притока Беленькая; часть (посёлок совхоза Ясногоровский) — на правом берегу между рекой и дорогой Н 20 Краматорск — Мариуполь. В 2021 году после создания Краматорского района восточные границы поселка расширены до трассы Н 20 (ул. О.Тихого,).
Через поселок проходит железная дорога Славянск — Константиновка, на которой в границах Ясногорки расположена конечная станция Шпичкино ветки до Лимана.

## История
Посёлок был основан как деревня Ясная Горка в 1782 году сотником Изюмского казачьего полка И. И. Боженковым. В 1914 открыта железнодорожная станция.
4 октября 1933 — в связи с утратой сельскохозяйственного статуса и превращением в пригород Краматорского постановлением ВУЦИК село преобразовано в посёлок.
В 1938 из сёл Герасимовки и Ясногорки образован пгт.
В ходе боевых действий Великой Отечественной войны в 1941—1943 гг. селение находилось под немецкой оккупацией, в условиях оккупации в Ясногорке действовала подпольная комсомольско-молодёжная группа "Семёрка" во главе с Н. М. Ковалевым, участники которой установили связь со Славянским партизанским отрядом М. И. Карнаухова и уничтожили свыше 60 оккупантов и их пособников (в том числе, назначенного немцами бургомистра Ясногорки)
В 1969 присоединена южная часть посёлка Андреевка.
По состоянию на 1 января 2013 года численность населения составляла 8293 человека.

## Динамика численности населения
| 1795—1796 | 1851 | 1864 | 1897 | 1939 | 1959 | 1970  | 1976  | 1979  | 1984  | 1989 | 1992 | 1999 | 2001 | 2014 |
| --------- | ---- | ---- | ---- | ---- | ---- | ----- | ----- | ----- | ----- | ---- | ---- | ---- | ---- | ---- |
| 376       | 126  | 786  | 591  | 5444 | 9495 | 11901 | 12000 | 11452 | 10400 | 9764 | 9300 | 8500 | 8576 | 8273 |

## Экономика
Население посёлка работает главным образом на предприятиях Краматорска. На территории поселка расположены железнодорожные станции Ясногоровская, Шпичкино, Краматорский завод металлоконструкций КЗМК, УПТК треста «Донмашстрой», ПП "Славдорстрой", завод по изготовлению ветроэлектростанций   "Фурлендер Виндтехнолоджи", завод по изготовлению пенобетона, меловой карьер, станция диагностики автомобилей (СДА), СТО легковых и грузовых автомобилей "Маэстро Авто" и "Панда", Управление патрульной полиции в г. Краматорск и Славянск.
В 2019 году началось строительство первой очереди Краматорского ветропарка. Установлены три ветрогенератора мощностью по 4.5 МВт. Всего запланировано установить 15 ВЭУ.

## Транспорт
С городом посёлок связывают 4 маршрута городского автобуса — № 4 Ж.д. вокзал — маслоцех, № 14 м-н Даманский — Универсам, № 14А м-н Даманский — ст. Шпичкино, № 22 м-н Лазурный — Универсам-2, ранее xодил маршрут трамвая № 5 ул Беломорская — КЗМК. После прекращения трамвайного движения по его маршруту пущен автобусный маршрут 5А.
Остановочные пункты электропоездов на перегоне Славянск — Краматорск: оп Гавриловка, оп Ясногорка, ст. Шпичкино, оп Заводской.

## Образование, здравоохранение и культура
- школа № 21
- школа № 30
- клуб «Заря»
- мемориальная табличка П. Р. Сенченко на 30-й школе
- могила Т. Ж. Кашабаева и памятник воинам-землякам

На территории посёлка находятся две общеобразовательные школы, детский сад, поселковая поликлиника — амбулатория, кинотеатр — клуб «Заря».